# Potencjały termodynamiczne
Potencjały termodynamiczne – w termodynamice, wielkości fizyczne związane z układem termodynamicznym mające wymiar energii, określane jako funkcje niezależnych parametrów makroskopowych charakteryzujących układ termodynamiczny, za pomocą których można w pełni i jednoznacznie opisać stan układu termodynamicznego. Określiwszy potencjał termodynamiczny uzyskuje się nie tylko wszystkie pozostałe parametry układu, ale także inne wielkości makroskopowe charakteryzujące układ oraz zachodzące w nim procesy termodynamiczne. Przez to, dla ustalonych niektórych parametrów, umożliwiają one wygodniejsze, niż bezpośrednio z zasad termodynamiki, określenie samorzutności oraz warunków równowagi procesów odwracalnych.
Cztery, najczęściej używane potencjały termodynamiczne, określane są dla założonych stałych, nie zmieniających się par parametrów przemiany termodynamicznej: {\displaystyle (S,V)} lub {\displaystyle (T,V)} lub {\displaystyle (S,p)} lub {\displaystyle (T,p)}:
| Nazwa potencjału            | Formuła                        | Zmienne naturalne             |
| Energia wewnętrzna          | {\displaystyle U}              | {\displaystyle S,V,\{N_{i}\}} |
| Energia swobodna Helmholtza | {\displaystyle F=U-TS}         | {\displaystyle T,V,\{N_{i}\}} |
| Entalpia                    | {\displaystyle H=U+pV}         | {\displaystyle S,p,\{N_{i}\}} |
| Entalpia swobodna           | {\displaystyle G=H-TS=U+pV-TS} | {\displaystyle T,p,\{N_{i}\}} |

gdzie: {\displaystyle T} – temperatura, {\displaystyle S} – entropia, {\displaystyle p} – ciśnienie, {\displaystyle V} – objętość, {\displaystyle N_{i}} – liczba cząsteczek typu {\displaystyle i}. W układach w których liczba cząsteczek poszczególnych typów nie zmienia się parametr ten jest ignorowany.
Energia swobodna Helmholtza często jest oznaczana symbolem {\displaystyle F,} ale przez IUPAC preferowane jest używania {\displaystyle A} (zobacz: Alberty, 2001).
Każdy z potencjałów jest tak zdefiniowany, by dla określonych ograniczeń miał określoną prostą interpretację fizyczną.
Określa się także potencjały w skali entropijnej, najważniejszymi z nich są: entropia, potencjał Massieu (odpowiednik energii swobodnej Helmholtza), potencjał Plancka (odpowiednik entalpii swobodnej/energii swobodnej Gibbsa).
Ponadto stosuje się tzw. wielki potencjał (potencjał Landaua):
{\displaystyle \Omega =U-TS-\sum _{i}\mu _{i}N_{i}}
ze zmiennymi {\displaystyle T,V,\{\mu _{i}\}}
gdzie {\displaystyle \mu _{i}} – potencjał chemiczny cząstek typu {\displaystyle i}.

## Energia wewnętrzna
Energia wewnętrzna układu termodynamicznego, oznaczona jest przez {\displaystyle U}, jest całkowitą energią kinetyczną cząsteczek (ruch postępowy, obrotowy, drgania) i energii potencjalnej związanej z drganiami i energią elektryczną atomów wewnątrz cząsteczek lub kryształów. Zawiera ona energię wszystkich wiązań chemicznych i swobodnych elektronów przewodnictwa metali. Do energii wewnętrznej zalicza się też energię jądra atomów i promieniowanie elektromagnetyczne będące w objętości układu. W termodynamice nie jest istotna całkowita ilość energii, lecz jej zmiany, dlatego wszystkie rodzaje energii, które nie zmieniają się podczas przemian termodynamicznych, są pomijane.
Energia wewnętrzna w zamkniętym układzie termodynamicznym o stałej entropii osiąga najmniejszą wartość.

## Energia swobodna (potencjałHelmholtza)
Energia swobodna Helmholtza jest często wykorzystywanym potencjałem, gdyż jej zmiennymi naturalnymi są łatwo mierzalne temperatura i objętość. W stałej temperaturze i objętości osiąga minimum w stanie równowagi. Zmiana energii swobodnej jest równa maksymalnej pracy jaką układ może wykonać w stałej temperaturze.

## Entalpia
Dla przemian zachodzących przy stałym ciśnieniu, w których nie jest wykonywana praca nieobjętościowa (np. wytwarzanie prądu elektrycznego), zmiana entalpii jest równa ilości ciepła dostarczonego do układu, dlatego zwana też zawartością ciepła. W wielu przypadkach reakcje chemiczne i przemiany fizyczne zachodzą przy stałym ciśnieniu, dlatego entalpia jest często używanym potencjałem termodynamicznymw chemii i fizyce zmian stanów skupienia.

## Entalpia swobodna (funkcjaGibbsa)
Entalpia swobodna w procesach spontanicznych procesie izotermiczno-izobarycznych (stała temperatura i ciśnienie) energia swobodna Gibbsa maleje lub nie zmienia wartości, w stanie równowagi osiąga minimum.
W entalpia swobodna Gibbsa jest maksymalną pracą nie związaną ze wzrostem objętości (pracy nieobjętościowej), możliwej do uzyskania z zamkniętego układu i może osiągnąć swoje maksimum w procesie odwracalnym izotermiczno-izobarycznym.

## Warunki równowagi układu termodynamicznego
Potencjały termodynamiczne są bardzo użyteczne przy określaniu równowagi procesów w których zachodzą procesy fizyczne (np. parowanie) lub reakcje chemiczne. Reakcje chemiczne zwykle przebiegają w warunkach pewnych ograniczeń takich jak stale ciśnienie, temperatura, entropia lub objętość. Dla tak określonych ograniczeń (stałych parametrów przemiany) warunek równowagi opisany w II zasadzie termodynamiki oznaczający wzrost sumaryczny entropii układu i jego otoczenia, wyraża się z pomocą potencjałów opisujących warunki równowagi tylko z użyciem parametrów układu.
Potencjały termodynamiczne mogą być również użyte do oszacowania całej ilości energii możliwej do uzyskania z układu termodynamicznego przy odpowiednio określonych stałych parametrach przemiany.
Proces termodynamiczny zachodzi dopóty, dopóki układ nie osiągnie stanu równowagi. W stanie równowagi odpowiedni potencjał termodynamiczny układu osiąga minimum, podczas gdy entropia układu i otoczenia osiąga maksimum.
W szczególności:
- Kiedy entropia {\displaystyle (S)} i „zewnętrzne parametry” (np. objętość) zamkniętego układu termodynamicznego są stałymi parametrami przemiany, energia wewnętrzna {\displaystyle (U)} maleje i osiąga minimalną wartość w punkcie równowagi. Wynika to z pierwszej i drugiej zasady termodynamiki i jest nazwane zasadą minimum energii. Kolejne trzy twierdzenia są bezpośrednim wnioskiem tej zasady.
- Kiedy temperatura {\displaystyle (T)} i zewnętrzne parametry zamkniętego układu termodynamicznego są stałe, energia swobodna Helmholtza {\displaystyle (A)} maleje i osiąga minimalną wartość w punkcie równowagi.
- Kiedy ciśnienie {\displaystyle (p)} i zewnętrzne parametry zamkniętego układu termodynamicznego są stałe, entalpia {\displaystyle (H)} maleje i osiąga minimalną wartość w punkcie równowagi.
- Kiedy temperatura {\displaystyle (T),} ciśnienie {\displaystyle (p)} i zewnętrzne parametry zamkniętego układu termodynamicznego są stałe, entalpia swobodna Gibbsa {\displaystyle (G)} maleje i osiąga minimalną wartość w punkcie równowagi.